# Mycteroperca acutirostris
Mycteroperca acutirostris är en fiskart som först beskrevs av Achille Valenciennes 1828.  Mycteroperca acutirostris ingår i släktet Mycteroperca och familjen havsabborrfiskar. IUCN kategoriserar arten globalt som livskraftig. Inga underarter finns listade i Catalogue of Life.